# Zastava grada New Yorka
Zastava grada New Yorka je okomita trobojnica s plavom, bijelom i narančastom bojom. Boje su preuzete sa zastave Nizozemske, jer su Nizozemci 1625. godine na Manhattanu osnovali naselje Novi Amsterdam, a ta je godina službeno prihvaćena kao godina osnutka grada New Yorka. U sredini se nalazi pečat grada New Yorka.
Zastava se u današnjem obliku koristi od 1977. godine.

## Vanjske poveznice
- Zastava grada New Yorka  Arhivirana inačica izvorne stranice od 20. veljače 2011. (Wayback Machine) na službenoj stranici grada